# Fuente de Neutrones y Muones ISIS
La Fuente de Neutrones y Muones ISIS (nombre original en inglés: ISIS Neutron and Muon Source) es una instalación nuclear de investigación, establecida en 1984 en el Rutherford Appleton Laboratory del Consejo de Instalaciones Científicas y Tecnológicas en el Campus de Ciencia e Innovación de Harwell en Oxfordshire, Reino Unido. Utilizada como fuente pulsada de neutrones y muones, permite el empleo de técnicas de espectroscopia de muones y de dispersión de neutrones para investigar la estructura y dinámica de la física de la materia condensada a escala microscópica, que va desde lo subatómico hasta lo macromolecular.
Cada año, investigadores de todo el mundo realizan cientos de experimentos en las instalaciones en diversas áreas científicas como física, química, ciencia de materiales, ciencias de la Tierra, biología y arqueología.

## Física de fondo
Los neutrones son componentes no cargados de los átomos y penetran bien en los materiales, desviándose solo del núcleo de los átomos. La acumulación estadística de neutrones desviados en diferentes posiciones más allá de la muestra se puede utilizar este dato para determinar la estructura de un material, y la pérdida o ganancia de energía por neutrones puede revelar el comportamiento dinámico de partes de una muestra, por ejemplo, en procesos de difusión en sólidos. En el ISIS, los neutrones se crean acelerando 'grupos' de protones en un sincrotrón y luego haciéndolos colisionar contra un objetivo de wolframio, bajo una carga de enfriamiento constante para disipar el calor del haz de protones de 160 kW. Los impactos hacen que se desprendan por espalación neutrones de los átomos de tungsteno, y estos neutrones se canalizan a través de guías o haces de luz hacia alrededor de 20 instrumentos, cada uno optimizado individualmente para el estudio de diferentes tipos de interacciones entre el haz de neutrones y la materia. La estación de destino y la mayoría de los instrumentos se encuentran en una gran sala. Los neutrones son una forma peligrosa de radiación, por lo que el objetivo y las líneas de luz están fuertemente protegidos con hormigón.
La instalación produce muones al colisionar una fracción del haz de protones con un objetivo de grafito, generando piones que se desintegran rápidamente en muones, que son enviados en un haz polarizado por espín a las estaciones de muestreo.

## Historia
La fuente fue aprobada en 1977 para ser ubicada en el RAL del campus de Harwell para aprovechar elementos de programas científicos anteriores del Reino Unido, incluida la sala que anteriormente había estado ocupada por el acelerador de partículas Nimrod. El primer haz de partículas se generó en 1984 y las instalaciones fueron inauguradas formalmente por la entonces primera ministra Margaret Thatcher en octubre de 1985.
El término ISIS no es un acrónimo: hace referencia a Isis, la diosa de la mitología egipcia, y al nombre vernáculo del río Támesis. El nombre se eligió para la inauguración oficial de la instalación en 1985 (con anterioridad se conocía como SNS, o Spallation Neutron Source). Se consideró una denominación apropiada, ya que Isis era una diosa que podía devolver la vida a los muertos, e hizo uso de equipos previamente construidos para los aceleradores Nimrod y NINA.
La segunda estación objetivo recibió financiación en 2003 con la aprobación de Lord Sainsbury, por entonces ministro de Ciencia, y se completó en 2009, dentro del plazo y del presupuesto establecidos, con la apertura de 7 instrumentos. En marzo de 2011, el ministro de ciencias, David Willetts autorizó una inversión de 21 millones de libras para construir cuatro nuevos instrumentos, que en la década de 2010 se encontraban todos ellos en su fase de puesta en marcha.
Originalmente se esperaba que el ISIS tuviera una vida operativa de 20 años (de 1985 a 2005), pero su éxito continuo llevó a un proceso de renovación y mayor inversión, destinado a hacer avanzar las instalaciones y extender su vida útil hasta 2030.
Según su Informe Anual de 2017 a 2018, el STFC esperaba que el fin de la fuente de neutrones pulsados del ISIS y de la segunda estación objetivo asociada se produjera en 2040, y se preveía que su desmantelamiento se produjera en 55 años. El coste de la eliminación de residuos radiactivos podría oscilar entre 9 y 16 millones de libras esterlinas.: 51 

## Actividad científica
La fuente de neutrones y muones ISIS es administrada y operada por el Consejo de Instalaciones Científicas y Tecnológicas, que forma parte del sistema de Investigación e Innovación del Reino Unido. El tiempo experimental está abierto a usuarios académicos de los países financiadores, y se solicita a través de una "convocatoria de propuestas" semestral. La asignación de investigación, o "tiempo de haz", se concede a los solicitantes mediante un proceso de revisión por pares. Los usuarios y sus instituciones matrices no pagan los costes de funcionamiento de la instalación, que ascienden a 11.000 libras esterlinas por instrumento al día. Los costos de transporte y de vida están cubiertos para aquellos asociados con universidades del Reino Unido. La mayoría de los usuarios se alojan en Ridgeway House, un hotel cercano al reactor, o en Cosener's House, un centro de conferencias administrado por el STFC en Abingdon. Cada año se realizan más de 600 experimentos y se da servicio a 1600 usuarios.
Un gran número de personal de apoyo opera las instalaciones, ayuda a los usuarios y realiza investigaciones. La sala de control cuenta con personal las 24 horas del día, todos los días del año. Los científicos de instrumentos supervisan el funcionamiento de cada instrumento y se comunican con los usuarios, y otras divisiones proporcionan entornos de muestreo, análisis de datos y experiencia informática, mantienen el acelerador y llevan a cabo programas educativos. El ISIS es también una de las pocas instalaciones de neutrones que cuenta con un importante grupo de detectores que investiga y desarrolla nuevas técnicas para recopilar datos.
Entre trabajos pioneros más importantes llevados a cabo en el ISIS figuran el descubrimiento de la estructura de los superconductores de alta temperatura y la fase sólida del buckminsterfullereno. Se pueden encontrar otros desarrollos recientes aquí.
La construcción de una segunda estación objetivo (TS2) comenzó en 2003, y recibió los primeros neutrones el 14 de diciembre de 2007. La TS2 utiliza neutrones de baja energía para estudiar materia condensada ligera, sistemas biológicos, materiales compuestos avanzados y nanomateriales.
El propio sincrotrón albergó el experimento internacional de enfriamiento por ionización de muones (MICE) para el funcionamiento parásito de 2008 a 2018. MICE reemplazó al anterior haz de pruebas HEP.

## Instrumentos de neutrones y muones
Los instrumentos de los que disponía el ISIS en 2018 son:

### Estación Objetivo 1
- Alf es una instalación de alineación de cristales.
- Crisp es un reflectómetro de neutrones diseñado para estudios de alta resolución de una amplia gama de fenómenos interfaciales.
- Engin-X es un difractómetro de neutrones optimizado para medir la deformación y, por tanto, la tensión, en lo profundo de un material cristalino.
- Gem es un difractómetro de neutrones que puede realizar experimentos de alta intensidad y alta resolución para estudiar la estructura de materiales desordenados y polvos cristalinos.
- Hrpd es un difractómetro de neutrones, uno de los difractómetros de polvo de mayor resolución de su tipo en el mundo.
- Ines es un difractómetro de polvo de neutrones, construido y gestionado por el Consejo Nacional de Investigación de Italia (CNR) dentro del acuerdo de cooperación con el STFC.
- Iris es un espectrómetro de neutrones, diseñado para espectroscopia inelástica de alta resolución cuasi elástica y de baja energía.
- LOQ es un instrumento de dispersión de neutrones de ángulo pequeño que se utiliza para investigar la forma y el tamaño de moléculas grandes, partículas pequeñas o materiales porosos con dimensiones típicamente en el rango de 1 - 100 nm.
- Maps es un espectrómetro de neutrones, diseñado principalmente para abordar excitaciones magnéticas y estructurales en cristales individuales.
- MARI es un espectrómetro de neutrones, ideal para el estudio de densidades de estados de fonones en sistemas cristalinos y desordenados, y excitaciones de campos cristalinos en materiales magnéticos. .
- Merlin es un espectrómetro de neutrones con una alta tasa de conteo, resolución de energía media y espectrómetro de corte de geometría directa.
- Osiris se puede utilizar como espectrómetro o difractómetro de neutrones. Está optimizado para estudios de muy baja energía y difracción de longitud de onda larga.
- Pearl es un difractómetro de neutrones dedicado a la difracción de polvo a alta presión.
- Polaris es un difractómetro de neutrones optimizado para la caracterización rápida de estructuras, el estudio de pequeñas cantidades de materiales, la recopilación de conjuntos de datos en forma rápida y los estudios de materiales en condiciones no ambientales.
- Rotax se utiliza para pruebas de detectores y equipos.

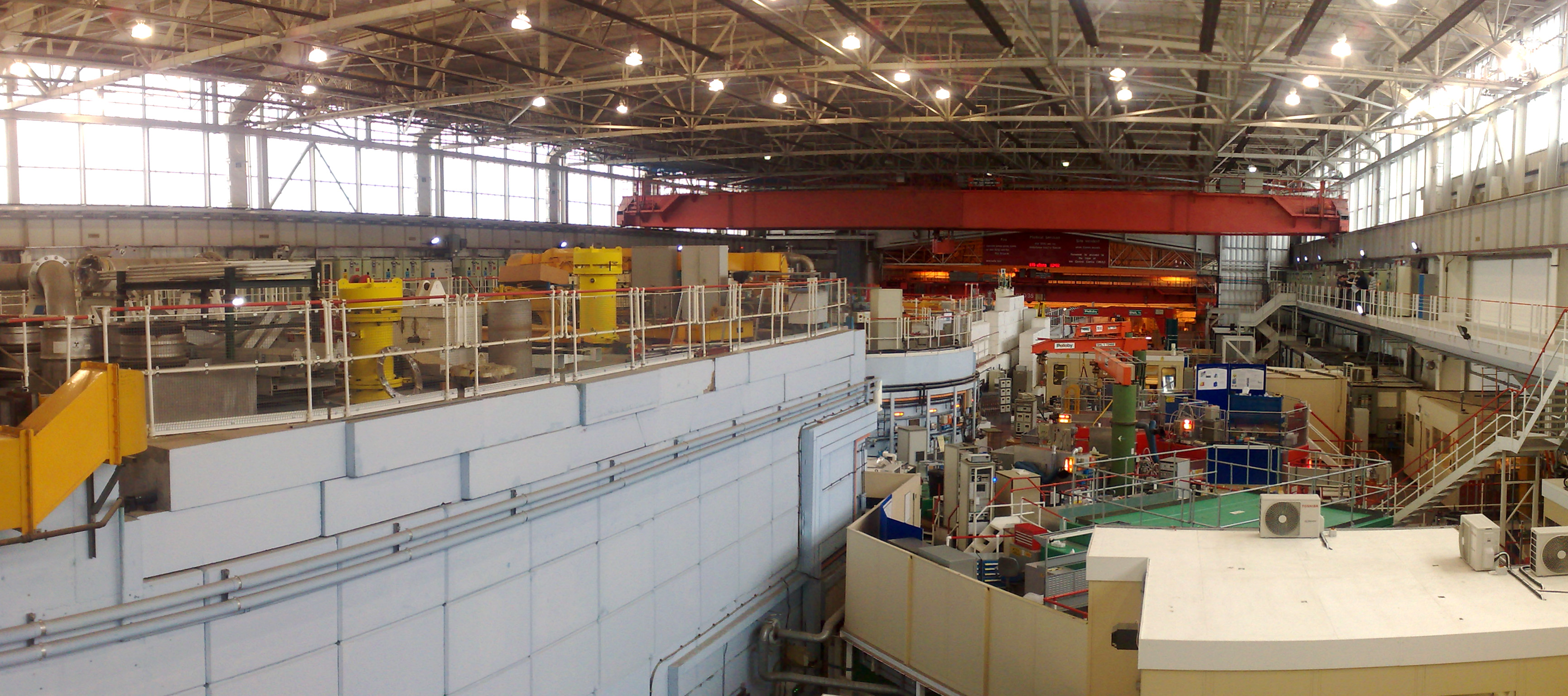
Otra vista de la sala experimental de fuentes de neutrones y muones del ISIS, en este caso la Estación Objetivo 1

- SANDALS es un difractómetro de neutrones especialmente construido para investigar la estructura de líquidos y materiales amorfos.
- SURF es un reflectómetro de neutrones, uno de los instrumentos líderes en el mundo para la investigación de interfaces líquidas.
- SXD es un difractómetro de neutrones potente en aplicaciones que implican estudios del espacio recíproco, como transiciones de fase y estructuras inconmensurables, y también en aplicaciones donde la orientación de la muestra puede estar restringida.
- Tosca es un espectrómetro de neutrones optimizado para el estudio de vibraciones moleculares en estado sólido.
- Vesuvio es un espectrómetro de neutrones que utiliza la alta intensidad de neutrones en el rango de energía del eV (neutrones epitermales) para separar la masa de espectros en una colección de distribuciones de momento nuclear.
- EMU es un espectrómetro µSR, optimizado para mediciones de campo cero y de campo longitudinal.
- MuSR es un espectrómetro µSR que se puede girar 90 grados para permitir realizar mediciones tanto longitudinales como transversales.
- HIFI es un instrumento de muones de alto campo que proporciona campos longitudinales aplicados de hasta 5T.

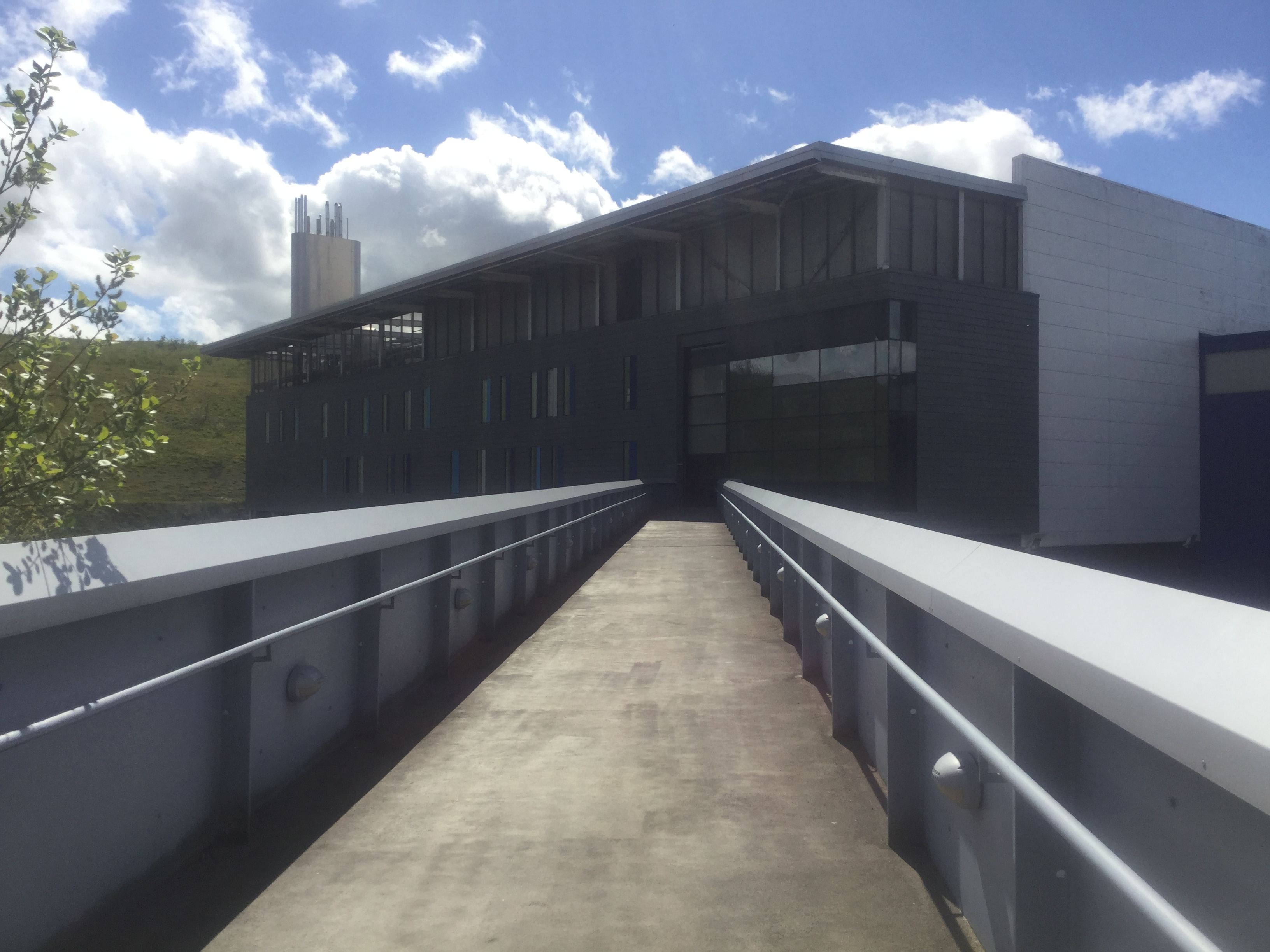
Segunda Estación Objetivo del ISIS

- Argus es un espectrómetro de muones para estudios moleculares y de materia condensada.
- CHRONUS es un instrumento de muones en la instalación de muones RIKEN-RAL, de propiedad japonesa.

### Estación Objetivo 2
- ChipIR instrumento de irradiación de chips dedicado a la irradiación de microelectrónica con neutrones similares a los atmosféricos.
- IMAT es un instrumento de difracción y obtención de imágenes de neutrones para ciencia, procesamiento de materiales e ingeniería.
- Inter es un reflectómetro de interfaces químicas de alta intensidad que ofrece una instalación única para el estudio de una gama de combinaciones aire/líquido, líquido/líquido, aire/sólido y líquido/sólido.
- Larmor es un instrumento flexible de dispersión de neutrones de ángulo pequeño que ha sido optimizado para el desarrollo de nuevas técnicas de dispersión de neutrones que utilizan la precesión de neutrones de Larmor para codificar su energía o dirección.
- LET es un espectrómetro de neutrones optimizado para el estudio de la dinámica de la materia condensada, con el fin de comprender el origen microscópico de las propiedades de los materiales.
- NIMROD es un difractómetro de neutrones diseñado para acceder a escalas de longitud que van desde la interatómica (< 1 Å) hasta la mesoscópica (>300 Å) .
- Offspec es un reflectómetro de neutrones que da acceso a escalas de longitud nanométrica paralelas y perpendiculares a las interfaces.
- Polref es un reflectómetro de neutrones diseñado para el estudio del ordenamiento magnético en y entre las capas y superficies de materiales de película delgada.
- Sans2d es un instrumento de dispersión de neutrones de ángulo pequeño que se puede utilizar para examinar el tamaño, la forma, la estructura interna y la disposición espacial en nanomateriales, 'materiales blandos', y sistemas coloidales, incluidos los de origen biológico, en escalas de longitud de entre 0,25 y 300 nm.
- Wish es un difractómetro de neutrones diseñado para el análisis de polvo en sistemas magnéticos y de celdas unitarias grandes, con la opción de habilitar experimentos con cristales unitarios y haces polarizados.
- Zoom es un instrumento de dispersión de ángulo pequeño flexible y de alta tasa de conteo.

## En la cultura popular
- El episodio final de la temporada 1 de la serie Sparticle Mystery se filmó en el ISIS.
- También se hace referencia las instalaciones en el libro de Simon Mayo titulado Itch Rocks.[11]